# Tymczasowy Rząd Narodowy
Tymczasowy Rząd Narodowy właściwie Komitet Centralny Narodowy jako Tymczasowy Rząd Narodowy – centralny tajny organ władz powstania styczniowego od 19 stycznia do 11 marca 1863 i od 21 marca do 23 maja 1863, działający na ziemiach zaboru rosyjskiego.
Utworzony po wybuchu powstania styczniowego przez stronnictwo "czerwonych" pierwszy tajny rząd narodowy kierujący walką przeciwko zaborcy rosyjskiemu. Rząd Narodowy utworzył własną tajną administrację państwową, odpowiedzialną m.in. za pobór podatków, działanie tajnej poczty, edycję prasy. Mianowano naczelników wojskowych w każdym województwie, powierzając im zadanie opanowania poszczególnych celów. W jego skład wchodzili wówczas Oskar Awejde, Stefan Bobrowski, Agaton Giller – sprawy zagraniczne oraz sprawy prasy, Józef Kajetan Janowski – sprawy wewnętrzne oraz sprawy Litwy i Rusi, Leon Królikowski od marca 1863, ks. Karol Mikoszewski – sprawy duchowne i opieka nad ludem, Jan Majkowski – sprawy skarbu, Zygmunt Padlewski – naczelnik miasta Warszawy i sprawy wojskowe i Karol Ruprecht (od marca 1863). TRN wydał manifest 22 stycznia, w którym określając się jako jedyny rząd legalny wzywał do walki orężnej o wolność, równość i niepodległość. Opublikował też dwa dekrety o uwłaszczeniu chłopów.
Jego działalność została zawieszona w czasie dyktatury najpierw Ludwika Mierosławskiego, następnie Mariana Langiewicza i Wykonawczej Komisji Dyktatorskiej w okresie od 17 lutego 1863 do 20 marca 1863.
Jego działalność wznowił Stefan Bobrowski, który 21 marca ogłosił w Krakowie przywrócenie najwyższej władzy Tymczasowego Rządu Narodowego. Powołał wówczas rząd koalicyjny z udziałem przedstawicieli białych i czerwonych w składzie następującym: Stefan Bobrowski – przewodniczący do 12 kwietnia 1863, Agaton Giller – przewodniczący od 12 kwietnia 1863, od kwietnia szef Komisji Stosunków Zagranicznych, Józef Kajetan Janowski – szef Komisji Wojny, Jan Majkowski – sekretarz, do 12 kwietnia 1863, Edward Siwiński od kwietnia 1863 – szef Wydziału Prasy, Oskar Awejde od 12 kwietnia 1863 – sekretarz, szef Komisji Spraw Wewnętrznych, Karol Ruprecht, do kwietnia 1863 – szef Komisji Spraw Zagranicznych, szef Komisji Skarbu, Hieronim Władysław Kieniewicz, od maja 1863 – przedstawiciel Litwy. Jego działalność zakończyła śmierć Stefana Bobrowskiego i utworzenie nowego rządu przez białych na czele z Agatonem Gillerem.